# Coppa J.League 2001
La J.League Cup 2001 (o Coppa Yamazaki Nabisco 2001), la Coppa di Lega nipponica di calcio, venne vinta dai Yokohama F. Marinos.
A questa competizione hanno preso parte tutte le squadre di J.League.

## Formula
Alla manifestazione parteciparono 28 squadre che si sfidarono in gare di andata e ritorno a eliminazione diretta con finale unica a Tokyo.

## Risultati

### Primo turno
| Squadra #1         | Squadra #2          | Andata | Ritorno |
| ------------------ | ------------------- | ------ | ------- |
| Vegalta Sendai     | Avispa Fukuoka      | 1-2    | 2-2     |
| Montedio Yamagata  | Urawa Reds          | 2-0    | 0-3     |
| Mito HollyHock     | Yokohama F·Marinos  | 0-1    | 1-3     |
| Omiya Ardija       | JEF United          | 1-1    | 0-1     |
| FC Tokyo           | Ventforet Kofu      | 5-0    | 1-0     |
| Yokohama FC        | Tokyo Verdy         | 1-1    | 2-0     |
| Shonan Bellmare    | Kashiwa Reysol      | 0-1    | 0-0     |
| Albirex Niigata    | Sanfrecce Hiroshima | 0-2    | 0-2     |
| Júbilo Iwata       | Cerezo Osaka        | 2-2    | 2-1     |
| Kyoto Purple Sanga | Gamba Osaka         | 0-2    | 0-2     |
| Sagan Tosu         | Vissel Kōbe         | 1-3    | 0-4     |
| Oita Trinita       | Consadole Sapporo   | 2-0    | 1-2     |

### Secondo turno
| Squadra #1          | Squadra #2         | Andata | Ritorno         |
| ------------------- | ------------------ | ------ | --------------- |
| JEF United          | Shimizu S-Pulse    | 1-0    | 1-2(5-4 d.c.r.) |
| Kashiwa Reysol      | Kashima Antlers    | 3-1    | 0-4             |
| Yokohama FC         | Kawasaki Frontale  | 0-1    | 1-2             |
| Júbilo Iwata        | Oita Trinita       | 1-0    | 1-1             |
| Gamba Osaka         | Urawa Reds         | 1-3    | 2-3             |
| Vissel Kōbe         | Nagoya Grampus     | 2-2    | 1-2             |
| Sanfrecce Hiroshima | FC Tokyo           | 3-3    | 2-1             |
| Avispa Fukuoka      | Yokohama F·Marinos | 0-3    | 0-2             |

### Quarti di finale
| Squadra #1          | Squadra #2        | Andata | Ritorno |
| ------------------- | ----------------- | ------ | ------- |
| Sanfrecce Hiroshima | Nagoya Grampus    | 2-3    | 0-1     |
| Júbilo Iwata        | JEF United        | 2-2    | 2-0     |
| Urawa Reds          | Kashima Antlers   | 1-0    | 0-2     |
| Yokohama F·Marinos  | Kawasaki Frontale | 3-0    | 2-0     |

### Semifinali
| Squadra #1         | Squadra #2      | Andata | Ritorno |
| ------------------ | --------------- | ------ | ------- |
| Júbilo Iwata       | Kashima Antlers | 1-0    | 0-0     |
| Yokohama F·Marinos | Nagoya Grampus  | 0-1    | 0-0     |

### Finale
| Tokyo 27 ottobre 2001                                                                                        | Júbilo Iwata         | 0 – 0 (d.t.s.)                   | Yokohama F·Marinos | National Stadium (31,019 spett.) |
| \| \| \| \| \| Fujita Nakayama Živković Maeda \| Tiri di rigore 1 – 3 \| Nakamura Sakata Hato Dutra Omura \| |                      |                                  |                    |                                  |
| |                      |                                  |                    |                                  |
| Fujita Nakayama Živković Maeda                                                                               | Tiri di rigore 1 – 3 | Nakamura Sakata Hato Dutra Omura |                    |                                  |

## Premi
- MVP: Tatsuya Enomoto -  Yokohama F·Marinos
- Premio "Nuovo Eroe": Hitoshi Sogahata -  Kashima Antlers